# Astronotus crassipinnis
Astronotus crassipinnis es una especie de peces de la familia Cichlidae en el orden Perciformes.

## Morfología
Los machos pueden llegar alcanzar los 35 cm de longitud total.

## Hábitat
Es una especie de clima tropical.

## Distribución geográfica
Se encuentran en América del Sur, en la cuenca del río Amazonas en Bolivia y Perú y en el río Paraguay de la cuenca del río Paraná, en el nordeste de la Argentina, Brasil, y Paraguay.